# Metal gothique
Pour les articles homonymes, voir Gothique et gothic.
Genres dérivés
Dark metal
Genres associés
Metal gothique symphonique, black metal gothique
Le metal gothique (également appelé gothic metal ou goth metal) est un genre musical se trouvant à la croisée du death-doom, du heavy metal et de la musique gothique. Il se développe initialement au début des années 1990 en Europe et aux États-Unis.
La définition et la nature du genre sont complexes et souvent sujettes à confusions. La méconnaissance du grand public vis-à-vis de la culture gothique originelle a favorisé certains amalgames et glissements de sens quant à l'emploi de ce terme : il est ainsi fréquent que le metal soit confondu avec la musique gothique, malgré les différences culturelles et stylistiques. Par ailleurs, il y a également confusion fréquente quant aux caractéristiques stylistiques même du metal gothique. À l'origine le gothic metal se définissait comme une forme de doom metal empruntant certains aspects à la musique gothique notamment l'inclusion de voix féminines éthérées. Ce sont des groupes précurseurs du genre comme Paradise Lost, Theatre of Tragedy ou Type O Negative, qui, à l'origine, sont les premiers à être désignés comme des groupes de gothic metal. Le metal gothique ayant contribué à populariser l'utilisation de voix féminines, le public en déduit ensuite parfois de façon erronée que tout groupe de metal à chanteuse faisait du « gothique ».
L'amalgame s'étant généralisé, la notion de metal gothique devient, avec le temps, un terme large et indéfini désignant n'importe quel groupe se caractérisant par la présence d'une chanteuse et une certaine mélodicité. De fait, sont parfois classés comme gothic metal des groupes de metal symphonique — comme Nightwish, After Forever ou Epica — ou de rock alternatif. Certains chroniqueurs rappellent donc parfois ce qu'était censé vraiment être le metal gothique ; c'est notamment le cas de l'article Defining Gothic Metal: The Truth and Lies of the Scene qui cherche à dissiper les malentendus et insiste sur le fait que seules les musiques metal s'inspirant vraiment de la musique gothique originelle pouvaient être qualifiées de metal gothique.

## Étymologie

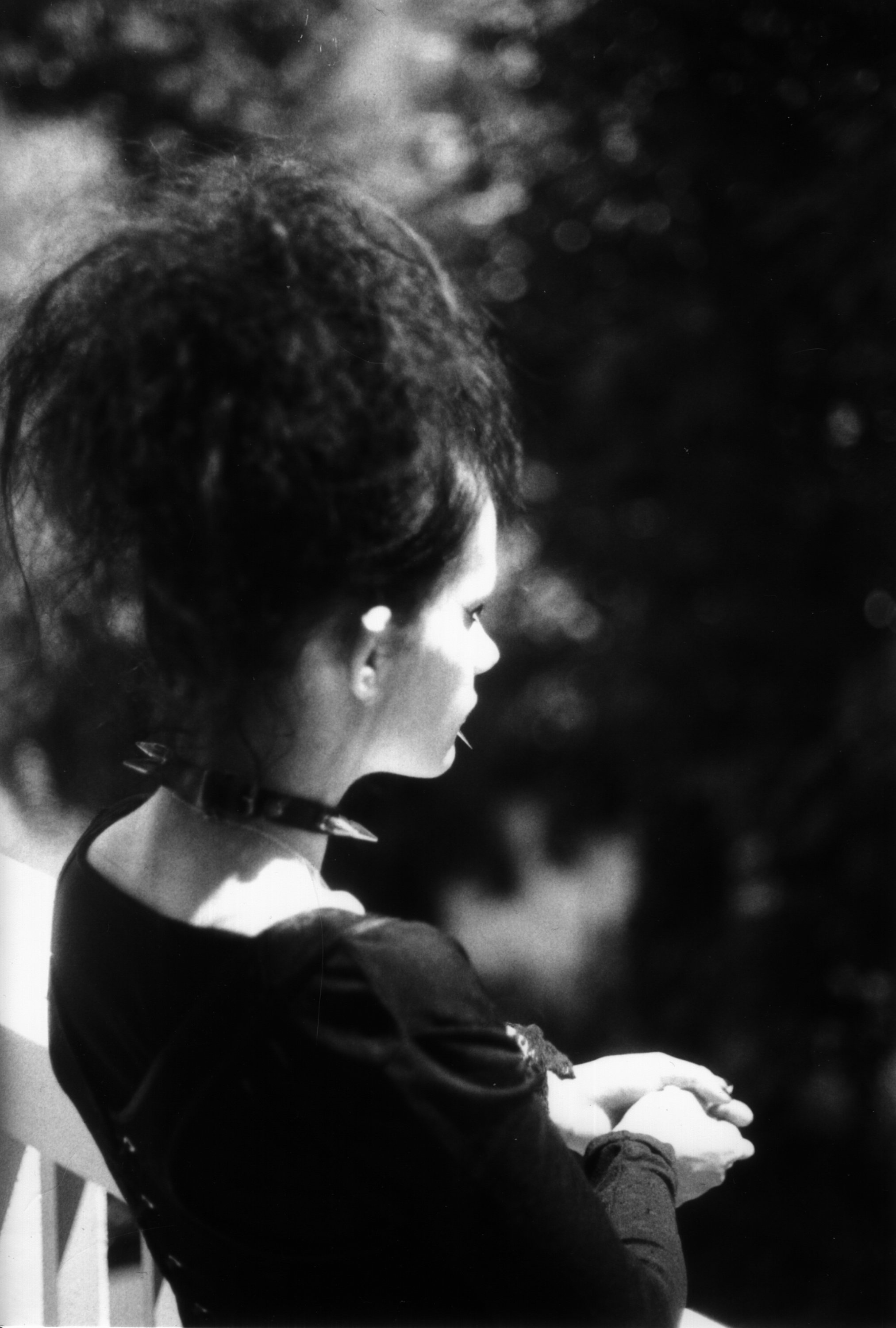
Gothique, avec collier à pointes et piercings.

En raison de nombreuses confusions, le metal gothique ne fait pas partie à proprement parler des genres rattachés à la musique gothique d'origine. Il y a en effet une confusion fréquente de la part du public entre le metal et le mouvement gothique. Il s'agit pourtant bien de deux mouvements distincts, là où le heavy metal développe ses innombrables sous-genres, le mouvement gothique développe aussi ses propres genres musicaux spécifiques comme le rock gothique, la cold wave, la dark wave, le death rock et la batcave ; des styles qui ne sont absolument pas liés au metal à l'origine. Les styles gothiques descendent généralement du post-punk et de la new wave, alors que le metal gothique descend du doom metal. Ils n'ont donc pas du tout les mêmes racines et ont très peu de parenté.
En fait, la confusion entre ces deux mouvements provient du fait que certains groupes de metal (tout particulièrement de doom-death) au début des années 1990 se sont inspirés de certains éléments de la musique gothique pour la mélanger avec leurs propres bases metal, ce qui engendre le metal gothique. Mais c'est un genre qui n'est pas officiellement reconnu à proprement parler comme musique gothique pour la communauté gothique, bien que souvent appréciée par les gothiques. Ainsi, le metal gothique ne doit pas être considéré comme un genre lié, en premier lieu, au mouvement gothique, il s'agit seulement d'un sous-genre du metal s'inspirant plus ou moins librement d'éléments gothiques.

## Caractéristiques

### Musique
La musique du metal gothique se caractérise généralement par son atmosphère sonore sombre. L'adjectif « sombre » (ou dark) est communément employé pour décrire le metal gothique dans ensemble, tandis que d'autres termes moins utilisés incluent profond, romantique, passionné, et intense. Le metal gothique est souvent décrit comme un « mélange avec les ténèbres et mélancolie du rock goth et du heavy metal. » Le metal gothique est un genre varié composé de groupes poursuivant plusieurs directions musicales. En général, les thèmes abordés par les chansons de metal gothique incluent religion, romance, horreur, condition/nature humaine, dépression, particulièrement la mort.

### Voix
Contrairement à une idée reçue, le metal gothique ne se définit pas nécessairement par un simple recours à un chant féminin, même s'il s'agit d'un trait fréquent. Comme le remarque Liv Kristine (ex-chanteuse de Theatre of Tragedy, l'un des groupes pionniers et fondateurs du genre), l'étiquette « gothique » est souvent mal comprise car un groupe ayant recours au chant féminin n'est pas forcément un groupe de gothique. L’esthétique du metal gothique ne répond pas non plus nécessairement à une filiation directe avec le rock gothique ou du post-punk. Néanmoins beaucoup de groupes pionniers du gothic metal affichaient des influences plus ou moins marquées avec les différentes formes de musique gothique des années 1980 (rock gothique, dark wave, death rock et l'ethereal wave). Mais à la base, une grande partie des groupes proviennent de la scène doom metal.

### Harmonies, tempos et groove
L’emploi d’harmonies mineures, connotant traditionnellement la tristesse et la mélancolie. Le gothic metal s’appuie sur une harmonie tonale relativement stable. Il privilégie tout particulièrement les harmonies modales s’appuyant sur le mode de la (c’est-à-dire la gamme mineure naturelle ou "mode éolien"). Le genre a recours aussi parfois, par référence à la musique classique, à des harmonies basées sur la gamme mineure harmonique connotant des atmosphères plus tragiques. Mais un groupe comme Type O Negative utilise aussi très fréquemment le mode majeur dans ses chansons pour créer des atmosphères romantiques, extatiques ou paisibles. Le genre utilise selon les cas des progressions harmoniques modales typiques du heavy metal traditionnel, par exemple I-VI-IV. Il lui arrive aussi frequemment d'avoir recours à des progressions harmoniques caractéristiques du doom ou du death metal, comme l’usage de progressions chromatiques ou de relations de tritons connotant des ambiances sombres ou morbides. Le gothic comme la plupart des sous-genres du metal a principalement recours aux power chords dans les passages amplifiés, mais il laisse une part plus importante à des accords complets joués le plus souvent en arpèges notamment dans les passages clairs.
Le metal gothique d'origine reprend généralement les rythmiques lourdes du doom metal. Il privilégie donc souvent les tempos lents concourant à créer un climat de relâchement prompt à suggérer la tristesse et la mélancolie. Mais il adopte aussi fréquemment des rythmiques heavy metal traditionnel en mid-tempo. Ces rythmes en mid-tempo étant privilégiés tout particulièrement dans le courant dit électro-goth metal Comme les autres sous-genres du metal, le genre se caractérise souvent par une dynamique rythmique en staccato par le jeu fréquent de guitare en palm mute, créant cette texture rythmique saccadée typique du metal.

### Sonorités et arrangements
Comme tous les sous-genres du metal, le gothic metal a recours à une distorsion amplifiée. En outre, à l’instar du doom, du thrash et du death, le gothic privilégie fréquemment la lourdeur des rythmiques en distorsion mettant l’emphase sur le registre grave : par une amplification des fréquences basses de la distorsion ou parfois par un accordage des instruments dans le grave ; voire dans l’extrême grave comme c’est le cas de Type O Negative qui accordent leur instruments une quarte en dessous de l’accord standard (si au lieu de mi). Le genre privilégie aussi beaucoup les effets de reverb, de delay et de chorus qui renforcent la profondeur et donnent une texture douce et brillante aux voix claires et aux instruments acoustiques. Trait typique du genre, le metal gothique agrémente ou alterne fréquemment les rythmiques lourdes du metal traditionnel avec des passages plus doux joués en arpège à la guitare acoustique ou au clavier. Arrangements qui ne sont pas sans rappeler l’esthétique des ballades et des power ballades du heavy metal et du thrash metal des années 1980. Le genre associe aussi très souvent aux rythmiques les longues plages de synthétiseurs qui renforce le caractère atmosphérique et pesant du style.

## Tendances

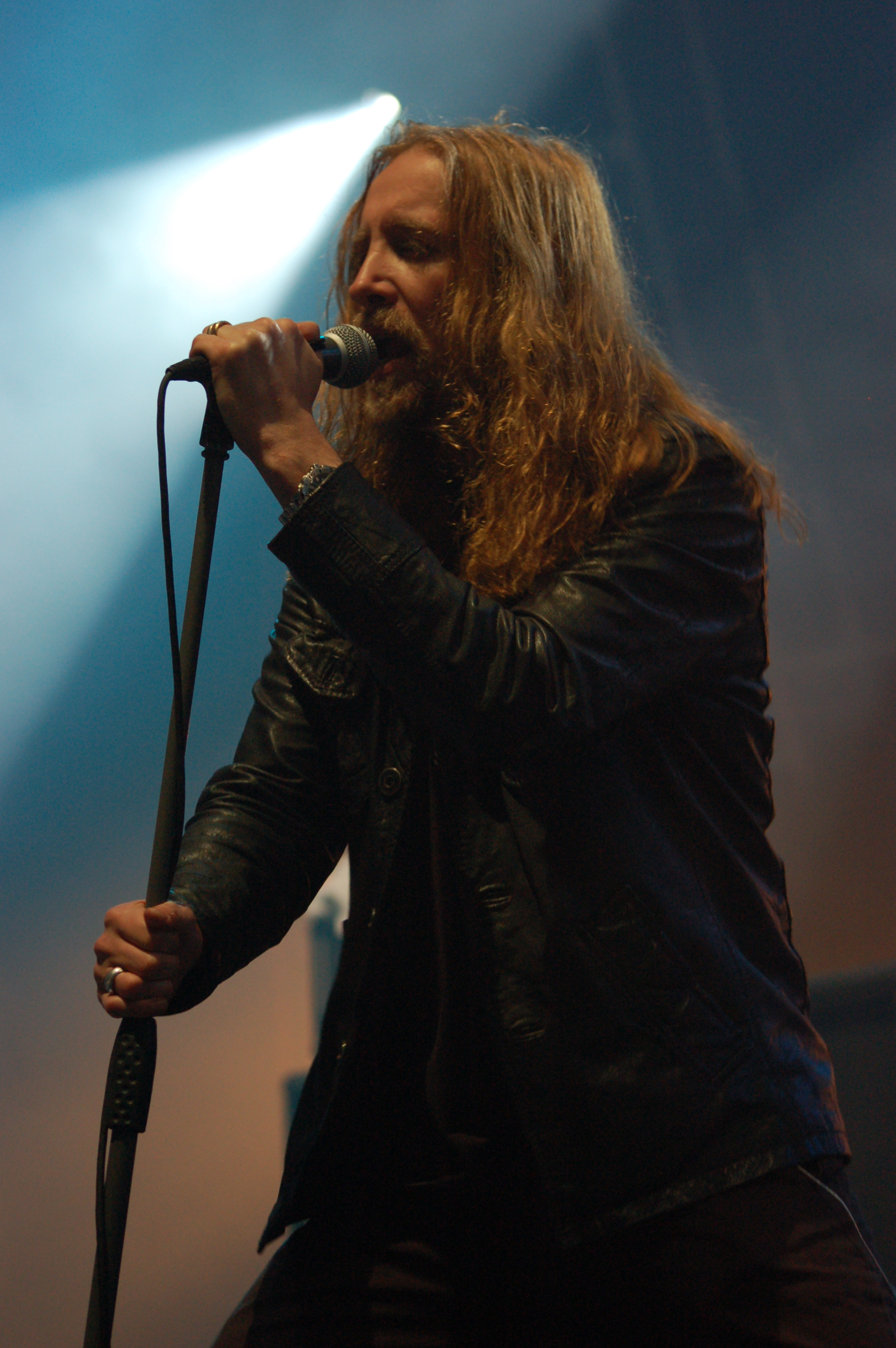
Nick Holmes, chanteur de Paradise Lost.

À l'origine, le terme gothic (gothique) entre dans la sphère du metal avec l'album Gothic (1991) du groupe britannique Paradise Lost. Bien qu'à l'origine leur musique était encore centrée sur le doom-death, leur approche s'oriente vers une esthétique imprégnée d'influences gothiques. Il existe trois grandes tendances dans le metal gothique : Le doom gothique, le metal gothique mélodique, et la tendance d'inspiration goth-rock/électro. Toutefois, comme dans tout style, il n’y a souvent pas de délimitation hermétique stricte.
À l'origine le metal gothique descend du doom metal, ce sont en effet des groupes à base doom qui ont commencé à tinter leur musique d'influences gothiques souvent pour renforcer le caractère atmosphérique de leur musique. Parmi les précurseurs on cite Paradise Lost, Type O Negative, The 3rd and the Mortal et Theatre of Tragedy. Les groupes Celtic Frost et The Gathering, bien que ne pouvant pas être considérés comme gothiques, ont aussi une grande influence sur le développement du genre. En 1987, avec son album Into the Pandemonium, Celtic Frost est l'un des premiers groupes à s'inspirer directement de groupes new wave ayant évolué ensuite vers le rock gothique, comme Bauhaus, Siouxsie and the Banshees et Wall of Voodoo. Il est l'un des premiers groupes à alterner chant masculin et féminin, idée reprise plus tard par Paradise Lost et finalement systématisée par The Gathering et Theatre of Tragedy. Le metal gothique émerge donc sous la forme du metal mélangeant le doom et le gothique. Le metal gothique se développe par la suite, s'assouplit, et devient plus accessible, privilégiant la mélodicité et dans certains cas les influences du rock gothique, de la new wave, et de la musique électronique. Le gothic metal, en se développant, engendre aussi certaines formes de metal symphonique mélodiques.

### Courant doom gothique

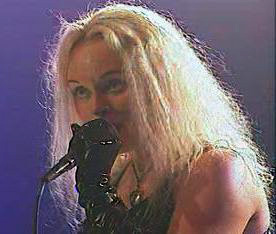
Liv Kristine Espenæs, chanteuse de Theatre of Tragedy,
groupe précurseur du metal gothique, et de la tendance La belle et la bête.

Le courant doom gothique est le courant principal et historique du genre. À l’origine, le metal gothique émerge de la scène doom, et tout particulièrement le doom-death. Ce style se caractérise le plus souvent par une rencontre entre le doom et des musiques atmosphériques associées au mouvement gothique tels que la dark wave (tout particulièrement l'etheral wave, et la musique gothique dite néoclassique), et parfois le rock gothique, dans une certaine mesure. L'un des pionniers du genre, Paradise Lost, outre ses bases doom death, est largement inspiré de groupes de dark wave néo-classique comme Dead Can Dance, et de rock gothique comme The Sisters of Mercy. C'est également le cas de groupes comme Theatre of Tragedy, Tristania, Crematory, et Moonspell. Ajouté à cette caractéristique, certains groupes de metal gothique comme Penumbra et The Sins of Thy Beloved mêlent parfois des influences black metal.

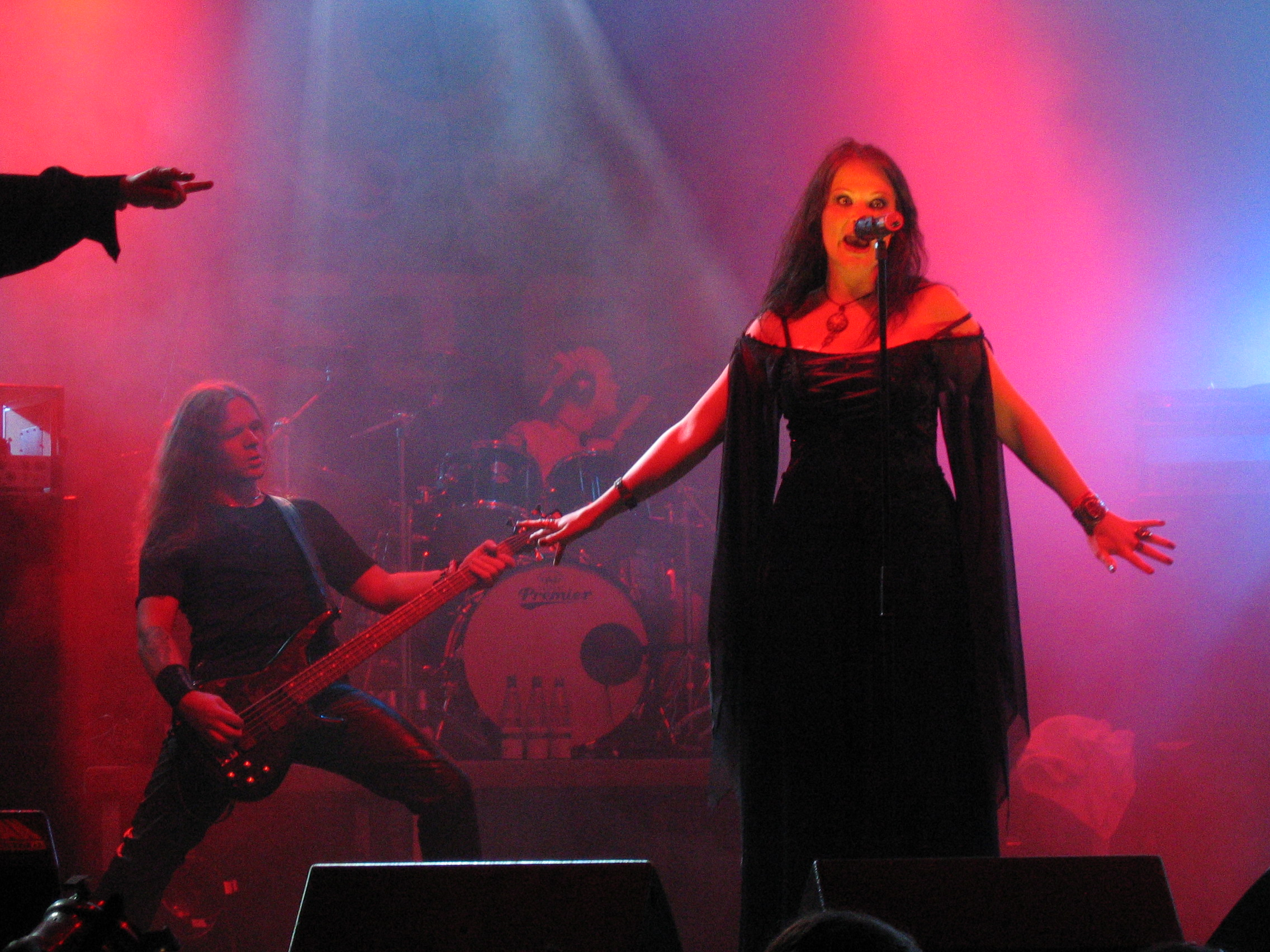
Tristania, l'un des groupes de metal gothique de type La belle et la bête les plus populaires.

Cette tendance apparaît lorsque certains groupes de doom-death se lancent dans des aspects plus mélodiques et atmosphériques, tels qu’une mise en avant de piano, de violon, ainsi que parfois le recours au chant féminin. Ce style se caractérise donc par une rencontre entre, d’une part le caractère sombre et morbide du doom, la lenteur et la lourdeur des guitares du doom, et d’autre part le caractère mélancolique et éthérée de ces musiques atmosphériques. Cette tendance, de par sa forte base doom et parfois black, se distingue des autres courants de metal gothique par son caractère extrêmement sombre. Il existe deux tendances dans ce courant en fonction du dispositif vocal assumé par les groupes : soit mixte (dit de « La belle et la bête »), soit masculine. La tendance principale et la plus populaire de ce courant est celle dite de « La belle et la bête », c'est-à-dire une musique basée sur le contraste entre deux vocalistes (masculin et féminin) mais il existe dans le genre une tendance se concentrant principalement sur la voix masculine.

#### «La belle et la bête»
La tendance principale et la plus populaire du courant metal gothique est celle souvent désignée sous l'appellation de « La belle et la bête ». (Beauty and the Beast) Il s’agit d’une musique basée sur le contraste entre deux ou trois vocalistes (masculin et féminin). Ce style se caractérise par un dialogue entre une voix masculine en death grunt et une voix féminine angélique et éthérée.
Cette esthétique apparaît lorsque des groupes de doom-death tels que Paradise Lost et Anathema se lancent dans l'ajout de voix féminines et de parties de clavier à leur musique. Bien que la chanson Gothic de Paradise Lost soit considérée comme la première chanson de metal gothique, Celtic Frost avait déjà utilisé ce mélange de grunts et de voix féminines en 1987 sur leur album Into the Pandemonium. Mais c’est bien Paradise Lost qui constitue une influence majeure sur le genre[pourquoi ?][réf. nécessaire]. Bien qu’encore principalement caractérisé par l'esthétique doom death, des chansons du groupe comme Christendom (issue de l’album Icon) de Paradise Lost constituent en quelque sorte le prototype de l’esthétique de ce qui deviendrait la metal doom-gothique de type « La belle et la bête ». Mais si ces premiers groupes de doom-death avaient recours sporadiquement à des voix féminines dans leurs musiques, c'est le groupe néerlandais The Gathering, et le groupe norvégien The 3rd and the Mortal qui sont les premiers groupes de doom à systématiser le recours à une chanteuse à part entière. Le groupe norvégien Theatre of Tragedy approfondit et sublime le concept à travers le contraste et à l'équilibre plus développés entre les deux chanteurs, et qui constitue d'une marque stylistique qui deviendra fréquente du gothic metal et se popularisera au-delà même de ce genre par une rhétorique plus élaborée de « La belle et la bête ». Selon le site Obskure, « les norvégiens de Theatre of Tragedy furent en 1995, avec leur album éponyme, les instigateurs d’un son et d’un concept totalement nouveau. Ainsi, l’opposition de(s) voix d’outre-tombe dialoguant avec une douce voix féminine a été perfectionnée par le groupe norvégien, se basant sur les faits de Paradise Lost et The Gathering, qui avaient déjà utilisé ces deux types de chants auparavant. Theatre of Tragedy leur donna une signification, en les faisant converser, se mêler et s’opposer véritablement, le tout sur un pied d’égalité, le chant masculin ne prenant pas le dessus sur celui de sa comparse. »

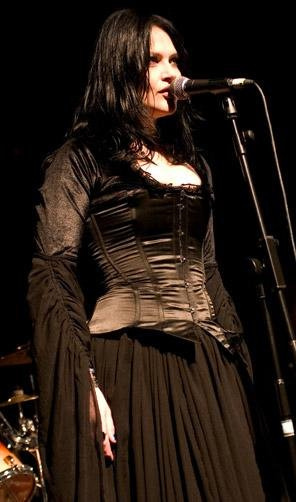
Vibeke Stene, ex-chanteuse du groupe Tristania.

Cette approche sera suivie par plusieurs autres groupes norvégiens, parmi lesquels "Tristania, groupe dont le premier album est sorti en 1997 avec Vibeke Stene au chant (Elle sera remplacée par Mariangela Demurtas en 2007)". Le groupe Tristania développera le concept vers une approche triple, voire quadruple des dialogues entre chanteurs, où la voix angélique de soprano de la chanteuse Vibeke Stene interagit avec la voix en death grunt de Morten Veland et la voix black de Anders Høyvik Hidle, mais aussi la voix claire et mélancolique du baryton Østen Bergøy, comme dans la chanson A Sequel of Decay de l'album Beyond the Veil (1999). Un autre groupe notable à poursuivre le concept développée par Theatre of Tragedy est The Sins of Thy Beloved, « avec la chanteuse Anita Auglend, qui est l'un des groupes les plus populaires de gothic/doom metal. » On compte également le groupe norvégien Trail of Tears « où officient successivement la soprano Iren Michaelsen, puis Catherine Paulsen, après le deuxième album Profundemonium (2000) et enfin Emmanuelle Zoldan après A New Dimension of Might (2002). » Après cinq ans au sein du groupe Tristania, Morten Veland, le fondateur, compositeur, parolier mais aussi guitariste et chanteur masculin, quittera finalement ce groupe « pour fonder en 2001, le groupe Sirenia qui reprend la même formule musicale » (avec notamment la chanteuse Henriette Bordvik, avant d'assouplir par la suite sa musique vers une forme de metal symphonique plus accessible et plus commerciale).
L'approche stylistique de « La belle et la bête » sera également entérinée par le groupe grec On Thorns I Lay, qui participa également à l'essor et la popularisation de cette esthétique au cours des années 1990, comme l'observe Alberola dans son livre Les Belles et les bêtes : « Réunis en 1992, les Grecs d'On Thorns I Lay (avec les chanteuses successives Georgia Grammaticos, Roula, Marcela Buruiana, Claudia J et Maxi Nil, mais aussi les sœurs Helena et Ionna Doroftei respectivement pianistes et altistes) jouissent aussi d'une belle côte chez les connaisseurs, grâce notamment à Crystal Tears (1999). » En France, le groupe Penumbra suivra également dès les années 1990, une approche stylistique proche de Tristania à la fois gothique et symphonique.

#### Chant masculin

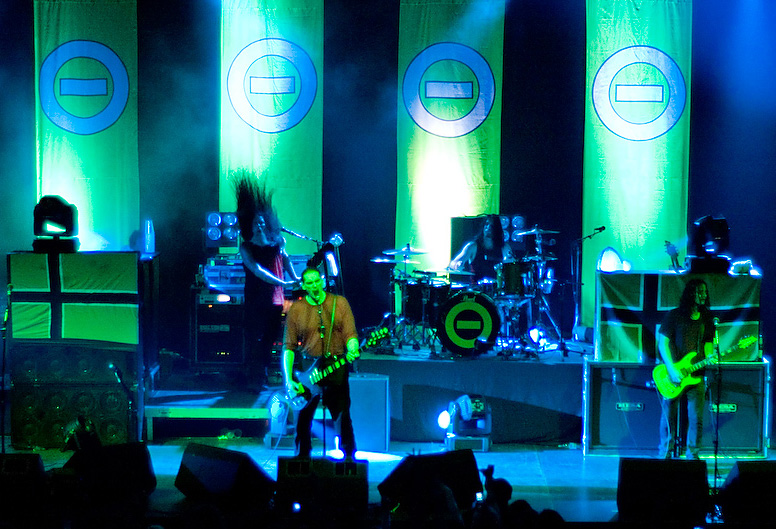
Type O Negative.

D'autres groupes issus de la scène doom et/ou death ont également abordé ce style mais en mettant une emphase plus marquée sur le chant masculin. Contrairement à certaines croyances, le metal gothique ne se réduit pas nécessairement à l'adjonction d'une voix féminine, même si ce type d'esthétique représente la majeure partie du genre. L'association du chant féminin au metal gothique fait que l'aspect masculin est souvent occultée et amène parfois à considérer des groupes n'employant pas de chant féminin comme du doom pur et simple. Lorsqu'il n'emploie pas de voix féminine, l'aspect vocal du metal gothique se caractérise souvent soit par une mise en avant de chants masculins claires et graves, soit par une alternance entre une voix masculine grunt et une voix masculine claire souvent grave. Des groupes de doom-death originels comme Paradise Lost, Anathema ou My Dying Bride ont souvent présenté différentes caractéristiques gothiques dans leur musique. C’est pour cette raison que certains considèrent des albums comme Gothic de Paradise Lost comme des albums de gothique à part entière, même s’ils restent principalement du doom-death.
Parmi les premiers groupes masculins strictement gothiques, on peut citer Type O Negative, dont l’album Bloody Kisses, en 1993, constitue une influence majeure pour le metal gothique. Le groupe développe une esthétique gothique différente dont les racines sont à chercher du côté du doom originel de Black Sabbath, du thrash et du rock gothique. Bien qu'il s'éloigne du style dérivé du doom-death, ce style sera également appelé metal gothique. Parallèlement, au début des années 1990, le groupe allemand Crematory originellement death et doom-death, va développer une esthétique gothique basée sur un doom-death atmosphérique qu’il tintera de romantisme et auquel il ajoutera des influences provenant du rock gothique (tels que The Sisters of Mercy) avec notamment des albums comme Illusions ou Awake. C’est également cette voie qu’emprunte au début de sa carrière le groupe allemand Lacrimas Profundere, parallèlement à l’émergence du courant « La belle et la bête » au milieu des années 1990 développent une esthétique doom-gothique sombre et dépressive directement marqués par leurs origines doom-death mais incluant une certaine mélodicité, certains arrangements plus gothique à base de piano et violon, et occasionnellement quelques passages en chant féminin.
Dans une approche similaire, le groupe suédois Tiamat dans leur album Wildhoney, développe une esthétique doom-gothique sombre et dépressive directement marqué par le doom mais empruntant aussi certains traits aux musiques gothiques tels que le rock gothique, le death rock et l’ethereal wave. Au Portugal, Moonspell, provenant originellement de la scène black metal et folk et fortement inspiré par le groupe de rock gothique Fields of the Nephilim, développera avec son album Irreligious une esthétique doom-gothique s’appuyant sur un contraste entre ambiances sombres et passages metal aux inflexions black.
En ce qui concerne les chants masculins, plus récemment le groupe Trail of Tears se distingue en changeant leur chant de type « La belle et la bête », pour un contraste entre une voix grunt et voix de ténor à la place d’une voix soprano.

### Gothique mélodique
Descendant directement de la tendance doom-gothic, le gothic metal melodique est une tendance plus douce qui est apparue à la fin des années 1990. Un certain nombre groupes séduits par les passages mélodiques et mélancoliques du style doom-gothique, vont mettre l’emphase sur cet aspect et diminuer les éléments sombres et agressifs du death et du black. Ces groupes peuvent garder certains éléments du doom, comme la lenteur ou l’emploi de la double pédale de grosse caisse, mais c’est le caractère mélodique et évanescent qui prend le dessus dans cette tendance. Les éléments acoustiques guitares, pianos ou cordes et d’autre part les nappes de synthé aériennes sont mis en avant. Dans cette tendance c’est souvent la mélodicité et la douceur des chants féminins qui sont mis à l’honneur, mais gardent un certain nombre de traits gothiques et doom. Elle met donc une emphase sur les influences ethereal et ambient tout particulièrement. Outre la mélodicité et une plus grande accessibilité, la musique se caractérise par des tempos lents ou mid tempo, et par une mélancolie introspective. Cette tendance constitue souvent une sorte d’intersection entre le doom gothic d’origine et d’autres tendances esthétiques comme l’heavenly voices, le metal électro gothique, le rock ambiant ou le metal symphonique. Bon nombre de groupes influencés par / ou jouant du gothic metal mélodique se sont souvent orientés vers l’un de ces styles par la suite. 
On peut distinguer ici aussi une tendance féminine ou mixte et d’autre part plus masculine.

#### Tendance vocale féminine ou mixte
Outre la mélodicité et une certaine douceur mise en avant, cette tendance met tout particulièrement à l’honneur le chant féminin. De par sa mélodicité et la présence de chanteuses, cette forme de gothic metal est souvent confondue à tort avec le symphonic metal. (voir chapitre consacré à la distinction entre le gothic et le symphonic metal). Mais ces groupes malgré une plus grande accessibilité gardent une atmosphère gothique à travers une mise en avant d’influences de l’ethereal wave tout particulièrement. Les influences originelles du doom metal peuvent parfois subsister. Les atmosphères mélancoliques et les tempos lents y sont à l’honneur. L’album Aegis de Theatre of Tragedy constitue un des exemples les plus représentatifs de cette tendance.
D'autres exemples sont The 3rd and the Mortal (début de carrière), Theatre of Tragedy (fin des années 1990), Lacuna Coil (début de carrière), On Thorns I Lay (milieu de carrière), Avrigus, Elegeion, Within Temptation et Todesbonden. Le groupe Tristania écrit occasionnellement certaines chansons dans cette esthétique (Cure et Shadowman, notamment). D'autres groupes comme le groupe italien Mandragora Scream peut aussi être rattaché globalement à cette tendance, malgré l'utilisation sporadique de chants criés dans certaines chansons.

#### Tendance vocale masculine
Cette tendance masculine moins généralisée reprend la majeure partie des traits de la précédente mais met une emphase sur la voix masculine. Elle est généralement résultante d’un évolution mélodique de groupes jouant une musique plus sombre. Cette tendance esthétique ne représente en général qu'une facette des groupes qui l'abordent.

### Électro/gothrock
Des groupes comme Paradise Lost, Theatre of Tragedy, Crematory, Tiamat, Lucyfire ou Beseech développent à la fin des années 1990 un autre type d'esthétique gothic metal qui diminue les influences du doom et met une plus grande emphase sur les influences du rock gothique, la new wave, la dark wave, la cold wave ainsi que de la musique industrielle et l'EBM, en réutilisant de nombreuses caractéristiques de ces genres, (chant monocorde grave, rythmes midtempo, sons électroniques et ambiances froides). Il est à noter que cette tendance flirte parfois de très près avec l'esthétique du metal industriel. Certains groupes de metal industriel (ne provenant pas originellement du doom-gothic metal) tels que Gothminister ou Deathstars peuvent à cet égard être, dans une certaine mesure, rattachés à ce courant dû à leur influences gothiques. Inversement certains groupes de gothic metal comme Theatre of Tragedy ou Crematory franchissent parfois la limite et s'aventurent parfois sur les terrains de l'industriel pur.
Paradise Lost est l'un des premiers à avoir initié ce glissement avec son album One Second en 1997 et mélangera donc un metal adouci aux influences marquées du rock gothique, de la dark wave, et parfois même de la new wave. Malgré ce rapprochement de la musique gothique, l'éloignement des racines "doom-gothic" que certains de ces groupes avaient initiée au début des années 1990 leur a parfois valu des reproches d'abandon du style gothique, alors qu'ils s'en rapprochent. La musique du groupe Type O Negative est aussi parfois associée à cette tendance, même si contrairement aux autres, le groupe garde ses racines doom de façon marquante, mais le groupe met aussi en avant un certain nombre de sonorités rappelant le gothic rock des années 1980.
Des groupes caractéristiques du genre incluent : Paradise Lost (deuxième partie de carrière), Theatre of Tragedy (deuxième partie de carrière), Lucyfire, Crematory(deuxième partie de carrière), Beseech (deuxième partie de carrière), Gothminister, Deathstars. Les albums caractéristiques incluent notamment : One Second et Symbol of Life de Paradise Lost.

## Confusions stylistiques
Ces différentes nuances du style, n'ont pas été sans amener de nombreuses confusions et de controverse quant à la définition du metal gothique et de son esthétique commune.

### Power metal et metal symphonique
La popularité du courant « La belle et la bête » et son adoucissement progressif au cours des années, ont ajouté à la confusion. Il est fréquent qu'on assimile les groupes faisant appel à une chanteuse à du gothic metal. On en vient à amalgamer les groupes de metal alternatif, de metal symphonique, de power metal, de doom/death voire de pop rock ou de rock alternatif employant du chant féminin. Ainsi il est fréquent que certains observateurs considèrent des groupes comme Nightwish, After Forever, Epica, Nemesea, Therion ou encore Evanescence comme étant du gothic metal. Bien que certains de ces groupes aient parfois des influences, voire des racines gothiques, leurs esthétiques actuelles n'en font pas pour autant des groupes de gothic metal à proprement parler. Nightwish par exemple s'appuie sur une base esthétique beaucoup plus orientée vers le power metal et le symphonic metal que les groupes originellement attachés au gothic metal. Des groupes comme After Forever ou Epica, même si on note parfois certaines influences plus marquées de gothic metal n'en restent pas moins orientés avant tout vers le power metal et le metal symphoniquel. Les amalgames entre metal gothique et symphonique se sont d'autant plus renforcés que des groupes de metal gothique tels que Tristania, Sirenia, Penumbra, Artrosis ou Trail of Tears ont eu recours parfois à des arrangements symphoniques dans leurs chansons.

### Autres sous-genres
Si le concept de « La belle et la bête » à l'origine est principalement gothique, ce concept s'étend à d'autres sous-genres non directement liés au genre, tels que les groupes de metal avant-gardiste comme Ram-Zet ou Peccatum ou de metal épique comme Battlelore ou Epica. Ces groupes, s'ils sont inspirés par le genre, ne sont pas à proprement parler du gothic metal, ils ne font que reprendre le dispositif vocal typique mais ne reprennent pas toutes les structures musicales typiques du metal gothique.

### Rock gothique
Il existe également une controverse autour du terme « metal gothique », notamment par les fans de rock gothique des années 1980 qui récusent l’emploi du terme gothic à propos des musiques dites metal gothique. Ils rejettent tout particulièrement le genre « La belle et la bête » aux bases doom-death, ce style n'ayant selon eux que très peu de filiation avec les différents groupes de rock gothique originel. La confusion vient de l'emprunt d'un certain nombre de traits de la culture gothique par le gothic metal, sans toutefois s'inspirer forcément des bases musicales du rock gothique. Cependant, ce reproche n'est pas toujours fondé, car certains groupes pionniers du metal gothique ont repris à leur compte ces bases, comme Paradise Lost (dans sa période la plus récente). Des groupes à base doom-death affichent même ces influences, tels Tristania, Theatre of Tragedy, Crematory ou encore Trail of Tears dans leurs premiers albums. Mais si les groupes de doom-gothique n'incluent que peu de références directes au gothic rock ou au death rock, ils s'inspirent en revanche largement de l'ethereal wave, musique qui est en grande partie rattachée au mouvement gothique.

### Mouvement gothique
Les imbroglios sont d'autant plus nombreux qu'on tend à confondre le mouvement gothique, le public du metal, le public gothique et la musique gothique elle-même. Le public gothique ne se limite pas à écouter des musiques purement gothiques, ses horizons musicaux peuvent s'étendre à d'autres musiques à la périphérie de la culture gothique. Le public gothique d'ailleurs considère le gothic metal lui-même comme un style musical à la périphérie de leur culture. Mais la partie du public gothique qui apprécie le metal ne se limite pas nécessairement au gothic metal, il peut aussi écouter du doom, du metal industriel, du metal symphonique, du black metal.
Ce qui a donc eu parfois pour effet de créer des confusions. Ainsi certains ont cru bon de qualifier à tort des groupes comme Marilyn Manson ou Rammstein de gothique sous prétexte de développer une certaine imagerie gothique ou d'avoir des fans gothiques. Sans compter le fait que certaines maisons de disques de metal utilisent volontiers l'étiquette gothique même pour des groupes qui n'ont rien à voir avec cette esthétique, car elle est souvent vendeuse.